# رايلي ريد
ريلي ريد (بالإنجليزية: Riley Reid)‏ (ولدت في 9 يوليو 1991) بـ ميامي بيتش،فلوريدا، هي ممثلة إباحية أمريكية حائزة على عدة جوائز منها جائزة AVN سنة 2016.

## النشأة
ولدت ريد في ميامي بيتش،فلوريدا، وهي من أصول دومينيكانية، هولندية، ألمانية، إيرلندية، بورتوريكية وويلزية. درست في جامعة فلوريدا الدولية تخصص علم النفس.
عملت ريد كـ راقصة تعري قبل حوالي شهرين من دخولها مجال الإباحية. وبدأت مهنتها الإباحية في عام 2011 بعمر الـ 19 عاما.

## وصلات خارجية
- الموقع الرسمي
- رايلي ريد على موقع IMDb (الإنجليزية)
- رايلي ريد على موقع ميوزك برينز (الإنجليزية)
- رايلي ريد على موقع قاعدة بيانات الفيلم (الإنجليزية)
- رايلي ريد على موقع ليتربوكسد (الإنجليزية)
- رايلي ريد على موقع كينوبويسك (الروسية)
- ريلي ريد على قاعدة بيانات الأفلام الإباحية على الإنترنت
- ريلي ريد على قاعدة بيانات أفلام البالغين